# Anatosuchus
Anatosuchus minor
Genre
Espèce
Anatosuchus est un genre éteint de crocodyliformes, un clade qui comprend les crocodiliens modernes et leurs plus proches parents fossiles. Il est rattaché au sous-ordre des Notosuchia (ou notosuchiens en français) et à la famille des Uruguaysuchidae ou considéré comme un crocodyliforme basal. 
Une seule espèce est rattachée au genre : Anatosuchus minor, décrite par Sereno et ses collègues en 2003.

## Étymologie
Son nom de genre Anatosuchus combine le mot latin anas, « canard », et le mot du grec ancien Soũkhos, « crocodile » pour donner « crocodile-canard », ce qui rappelle la forme aplatie de son museau en forme de bec de canard. Le nom d'espèce minor, indique sa petite taille.

## Découverte

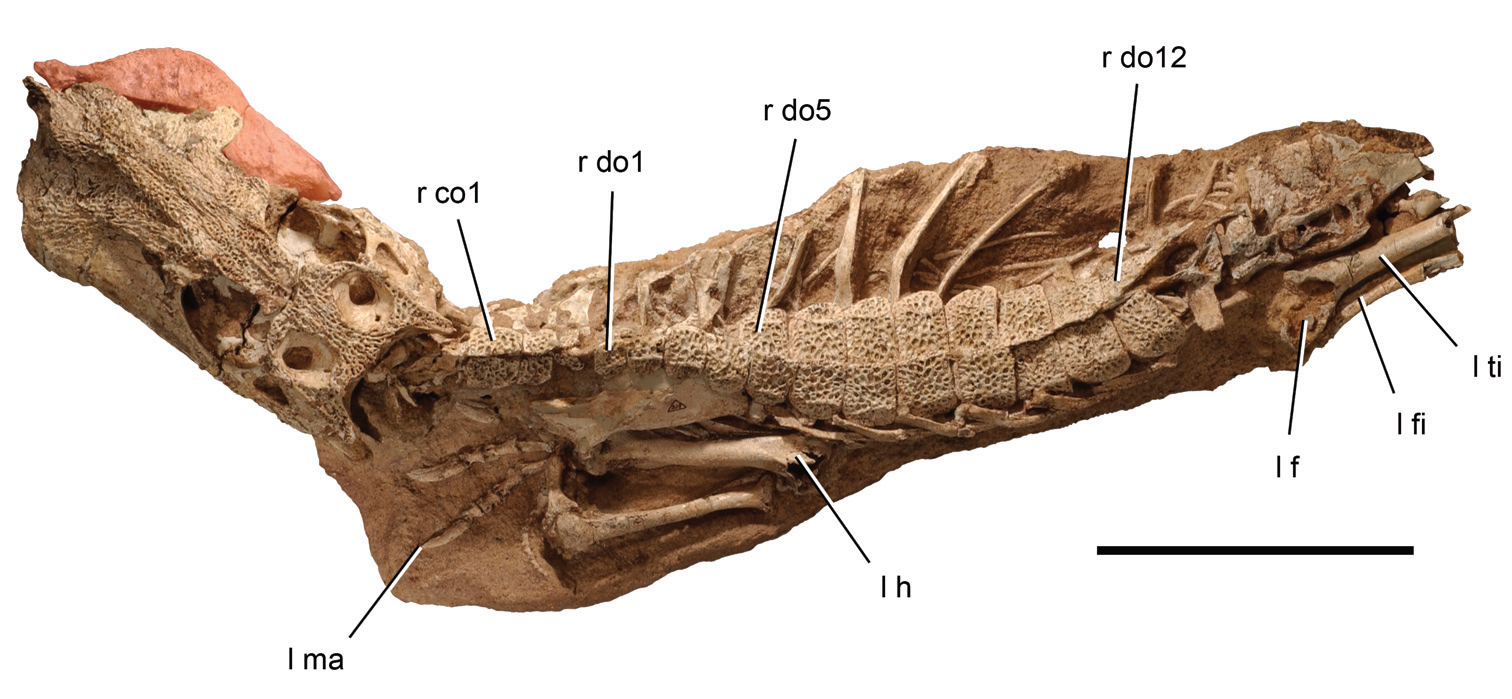
Squelette d'Anatosuchus minor (MNN GAD17).
Une partie du museau est restaurée (couleur rose).
La barre horizontale mesure 10 centimètres.

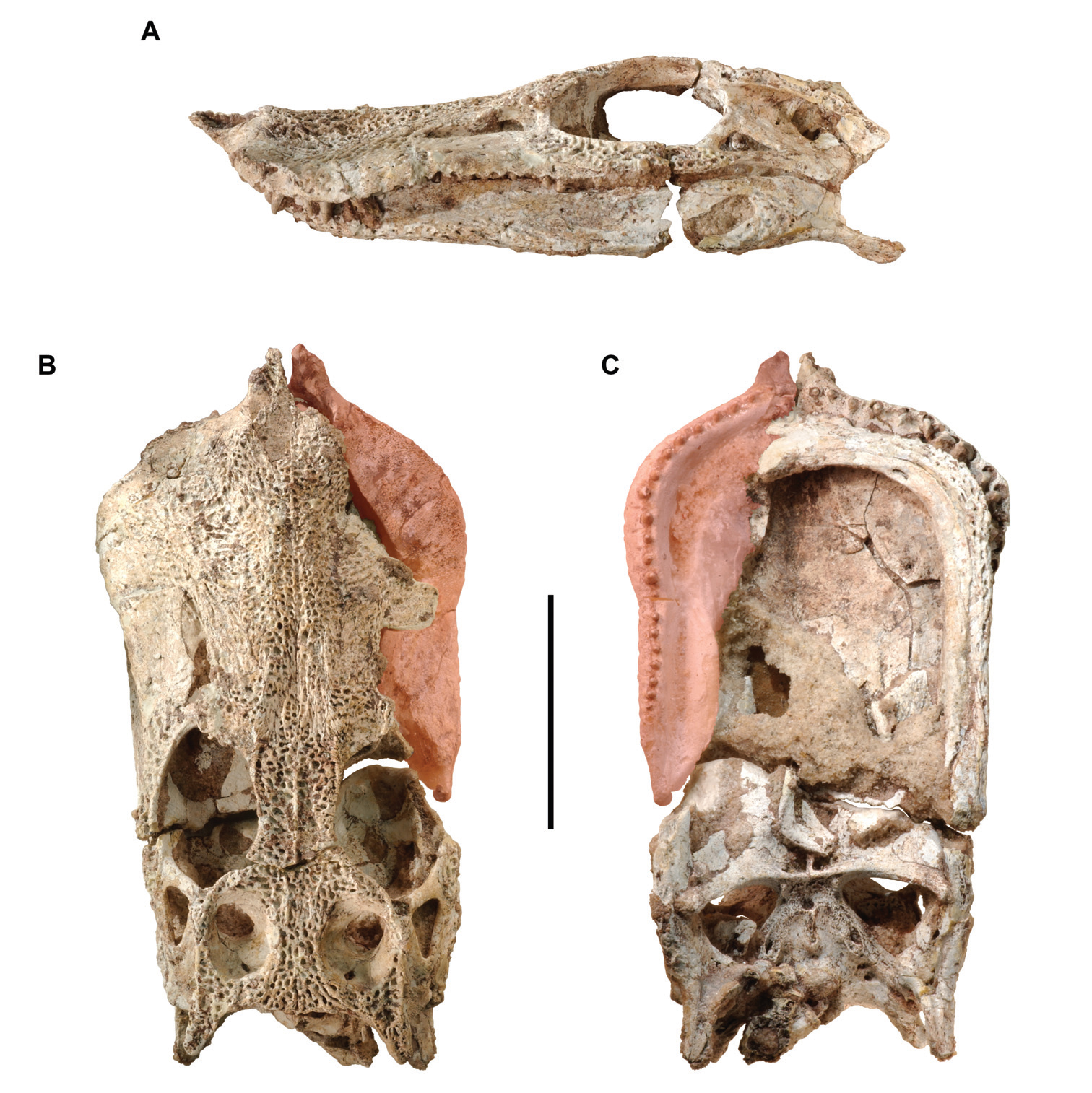
Différentes vues du crâne d'Anatosuchus minor.
(MNN GAD17)
La barre verticale mesure 5 centimètres.

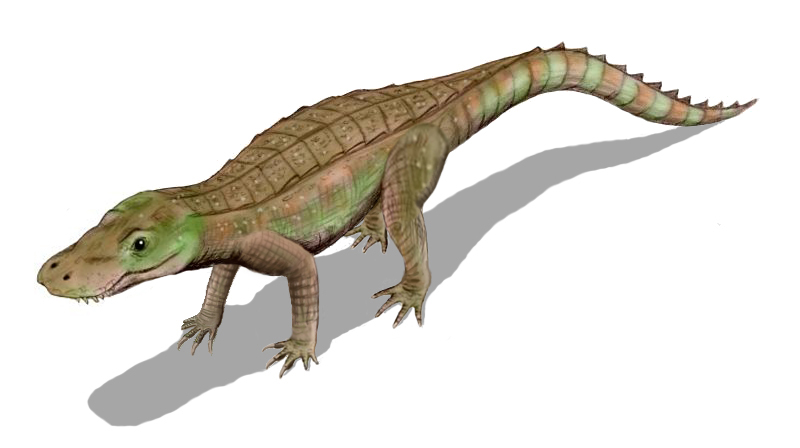
Une autre vue d'artiste d'Anatosuchus minor par Nobu Tamura.

L'holotype du genre, référencé MNN GDF603, est constitué d'un crâne quasi complet avec les mandibules en connexion anatomique. Les restes fossiles de l'animal ont été découverts à  Gadoufaoua au Niger, dans la partie supérieure de la formation d'Elrhaz et dans la partie basale de la formation d'Echkar, soit dans un intervalle stratigraphique du Crétacé inférieur, daté de l'Aptien supérieur à l'Albien inférieur, il y a environ entre 123 et 109 Ma (millions d'années).

## Description
Anatosuchus était un très petit crocodylomorphe. sa taille adulte est estimée à 70 centimètres. Son museau, caractéristique,  est très large et aplati sur le dessus, rappelant la forme d'un bec de canard. Malgré son apparence d'animal terrestre, il se nourrissait vraisemblablement de petits animaux aquatiques qu'il capturait en marchant dans des eaux peu profondes, à la manière d'un héron.

## Classification
Anatosuchus est un des genres les plus basaux des Notosuchia. Il est généralement rattaché à la famille des Uruguaysuchidae en compagnie des genres Araripesuchus et Uruguaysuchus.